# Hochfrequenzpulsator

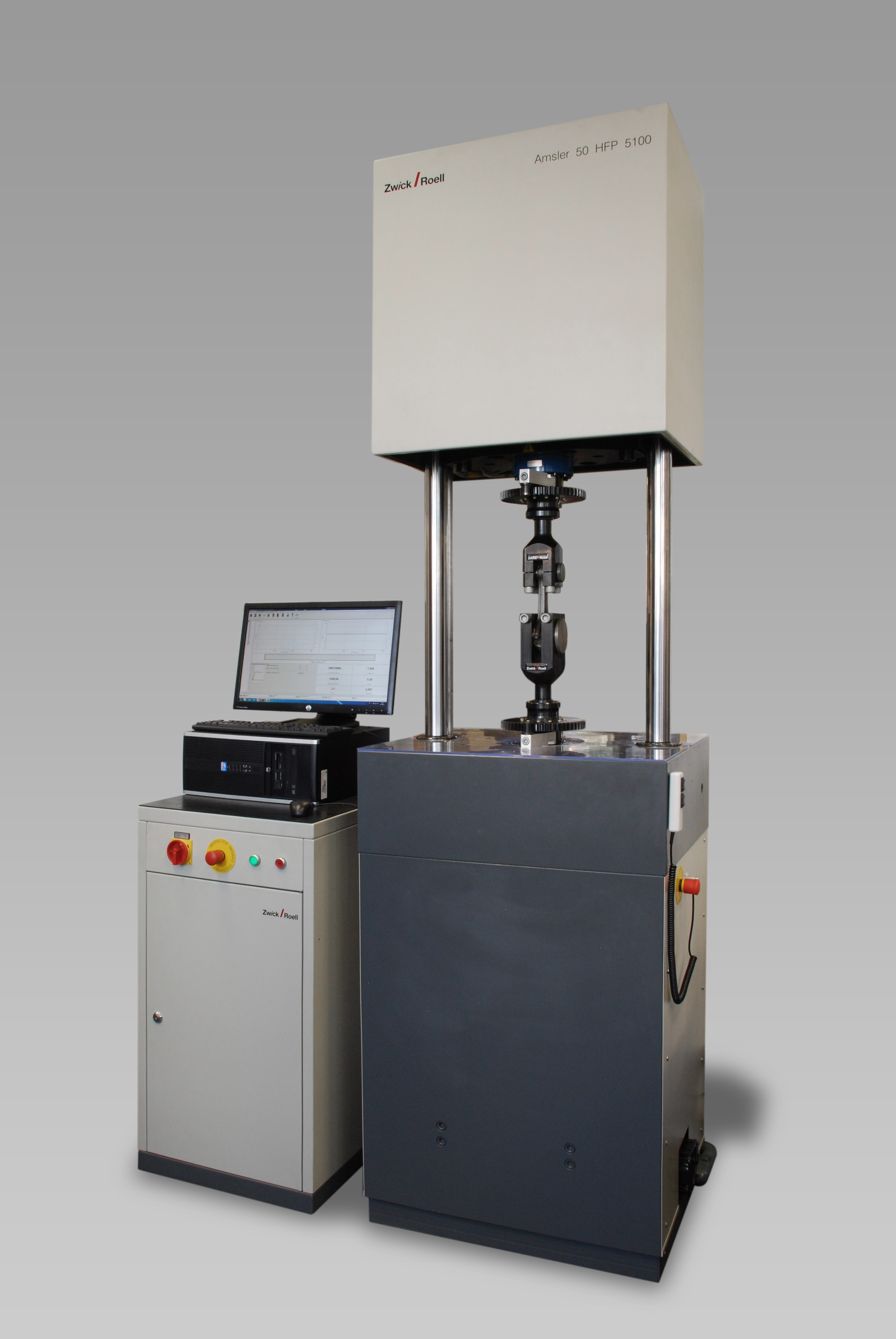
Hochfrequenzpulsator 100 kN mit Prüfaufbau zur Pleuelprüfung

Hochfrequenzpulsatoren nutzt man, um die Schwingfestigkeit von Werkstoffen und Bauteilen im Zeit- und Dauerfestigkeitsbereich, beispielsweise im Dauerschwingversuch nach der Norm DIN 50100 (Wöhlerkurve), im Zug-, Druck-, Schwell- und Wechsellastbereich zu bestimmen. Eine besondere Bauform des Hochfrequenzpulsators ist der sogenannte Vibrophore.

## Anwendungsgebiet
Typische Anwendungsbereiche sind bruchmechanische Untersuchungen an CT- und SEB-Proben, Anschwingen von Proben, Ermüdungs- und Lebensdauerversuche an Bauteilen (z. B. Schrauben und Federn) sowie die Produktions- und Qualitätskontrolle von Bauteilen, die während ihrer Lebensdauer dynamischen belastet sind.

### Arbeitsweise
Die geregelte Mittelkraft wird wie bei einer statischen Zugprüfmaschine über das Verfahren der oberen Traverse auf den Prüfling aufgebracht. Ein separat geregelter elektromagnetischer Antrieb bringt die dynamische Last auf den Prüfling auf. Der Hochfrequenzpulsator wird in Resonanzfrequenz betrieben. Durch die eigene Überhöhung des Schwingkreises wird eine große Kraft- und Wegamplitude bei geringer Energiezufuhr erreicht, sie beträgt nur etwa 2 % des Energiebedarfs von servohydraulischen Prüfmaschinen. Die Prüffrequenzen können bis zu 300 Hz, die Prüfkräfte bis zu 1000 kN. betragen.
Im Gegensatz zu servohydraulischen Prüfmaschinen sind Hochfrequenzpulsatoren sehr einfach in der Installation, da keine Zusatzaggregate für Hydraulik, Druckluft und Wasser notwendig sind. Auf Grund des elektro-magnetischen Antriebs gelten die Systeme als  verschleißarm und zeichnen sich durch eine niedrigere Lärmemission als bei vergleichbaren Unwuchtsystemen aus.